# Moca antiquata
Moca antiquata is een vlinder uit de familie van de Immidae. De wetenschappelijke naam van de soort is voor het eerst geldig gepubliceerd in 1913 door Edward Meyrick.